# Hans Joachim Friedrich von Sydow
Hans Joachim Friedrich von Sydow (* 13. Mai 1762 in Zernikow; † 27. April 1823 ebenda) war ein preußischer Generalleutnant und Ritter des Ordens Pour le Mérite.

## Leben

### Herkunft
Er war der Sohn des preußischen Leutnants a. D. Georg Friedrich von Sydow (1705–1771) und dessen zweiter Ehefrau Charlotte Beate Louise, geborene von Holtzendorf (1733–1790).

### Militärkarriere
Sydow trat 1775 als Junker in das Husarenregiment „von Belling“ der Preußischen Armee ein und nahm 1778/79 während des Bayerischen Erbfolgekrieges an den Gefechten bei Zwickau und Gabel teil. Bis Juni 1792 avancierte er zum Premierleutnant. Während des Ersten Koalitionskrieges kämpfte Sydow 1793/95 gegen die französischen Truppen am Rhein in den Gefechten bei Edesheim, Deidesheim, Kirrweiler, der Belagerung der Festung Landau. In der Schlacht bei Kaiserslautern wurde Sydow als Stabsrittmeister verwundet und für sein Verhalten mit dem Orden Pour le Mérite ausgezeichnet. 1800 zum Major befördert, wurde er während der Schlacht bei Auerstedt am 14. Oktober 1806 erneut verwundet und durch die Kapitulation von Ratekau inaktiv gestellt.
Im Februar 1809 wurde Sydow Kommandeur des Pommerschen Husaren-Regiments. Aufgrund seiner bei Auerstedt erlittenen Verwundungen trat er dieses Kommando jedoch nicht an, sondern dimittierte am 22. März 1809 als Oberstleutnant.
Nach dem Beginn der Befreiungskriege stellte Sydow sich wieder zur Verfügung und erhielt das Kommando über das Pommersche National-Kavallerie-Regiment. Ab Juni 1813 war er Brigadier der Kurmärkischen Landwehr-Kavallerie. Als solcher nahm er an den Schlachten bei Großbeeren, Dennewitz und der Völkerschlacht bei Leipzig teil. Für seine Verdienste im Gefecht bei Wittstock erhielt er das Eiserne Kreuz II. Klasse. Seine Beförderung zum Oberst mit gleichzeitiger Ernennung zum Brigadekommandeur bei der Reservekavallerie des IV. Armee-Korps erfolgte am 8. Dezember 1813. Bei der Belagerung und Einnahme von Zutphen, für die er mit dem Eisernen Kreuz I. Klasse dekoriert wurde, und dem Sturm auf Arnheim, für den er den Schwertorden II. Klasse erhielt, konnte sich Sydow erneut auszeichnen. Im Winterfeldzug kämpfte Sydow 1814 in den Schlachten bei Laon sowie Paris und wurde Ende Mai 1815 zum Generalmajor befördert. Während des Sommerfeldzuges war er 1815 Brigadechef beim IV. Armee-Korps und nahm er an der Schlacht bei Waterloo teil, nach der er mit dem Eichenlaub zum Pour le Mérite ausgezeichnet wurde.
Nach dem Friedensschluss fungierte Sydow von November 1815 bis Februar 1820 als Inspekteur der Köliner Landwehr und anschließend als Kommandeur der 4. Landwehr-Brigade in Stargard. Am 23. April 1822 nahm er seinen Abschied als Generalleutnant mit einer Pension von 1000 Talern. Sydow starb am 27. April 1823, im Alter von 60 Jahren, auf seinem heimatlichen Gut in Zarnikow in der Uckermark.

### Familie
Sydow heiratete am 19. September 1786 Josepha Johanna Peyrennit de Lescun (l’Escun), geschiedene von Monhart (de Monbart) (1761–1829). Das Paar hatte mehrere Kinder:
- Charlotte (1787–1839) ⚭ 1803 Georg August Sigismund von Erich Ribbentrop (1777–1843), Wirklicher Geheimer Rat (ab 1826 von Ribbentrop)
- Hans Ludwig (1790–1853), Generalmajor ⚭ Nannette Henriette Emilie von Zawadzki (1796–1882)
- Bertha (1909–1810)

Er ließ sich von seiner ersten Frau scheiden und heiratete danach am 17. Januar 1808 Wilhelmine von Versen († 7. Juni 1844), verwitwete von Wolki.